# Ewald Deul
Karl Ewald Deul (* 1. März 1907 in Luckenwalde; † 19. Juli 2002 ebenda) war ein deutscher Maler.

## Leben
Deul wurde als fünftes Kind eines Tuchmachers geboren. Während des Ersten Weltkrieges war seine Kindheit von Hungersnot beeinträchtigt. 1921 beendete er die schulische Ausbildung und durchlief bis 1924 eine Bildhauerlehre. Seine Lehrzeitjahre waren wirtschaftlich von der Inflation gekennzeichnet. 1927 besuchte er bei Cirillo Dell’Antonio die Holzschnitzschule Bad Warmbrunn. Dort wurde er ausgezeichnet für sein Kynastmodell. Daraufhin begann er 1929 in München mit einem Kunststudium. Mit 30 Deutschen Mark unterstützte die Stadt Luckenwalde sein Studium.
2001 schenkte er Luckenwalde etwa 40 Originale. Die Zeit seines Studiums in München war eine künstlerisch produktive Lebensphase, durch die er nicht nur das Studium, sondern auch seinen Lebensunterhalt finanzierte.
Er kehrte 1932 nach Luckenwalde zurück, denn die Akademie erhielt keine Aufträge mehr aufgrund der politischen Situation während des NS-Regimes. Dadurch entstanden für Deul finanzielle Probleme.
1937 kam er zum Heeresbauamt nach Jüterbog und wurde erst 1944 zur Wehrmacht eingezogen. Der späte Einzug der Wehrmacht lag an seinen Augenschäden.
Er kehrte bald nach Kriegsende und nach einer kurzen Gefangenschaft in Dänemark, Weihnachten 1945 in seine Heimatstadt zurück. Die Grausamkeit und der Schrecken des Krieges beeinflusste das weitere Leben des Deuls. Er intendierte mit seinen künstlerischen Mitteln dazu beizutragen, ein neues friedliches Deutschland zu gestalten. Ewald Deul war auch Holzbildhauer und Grafiker. Er schuf Skulpturen in allen Größen, bis 2 Meter. In der Mal- und Zeichenkunst bedient er sich der Radierung, Lithografie, Kohle, Bleistift, Rötel, Öl, Aquarell und Linolschnitt.
Ab 1950 war Deul zwei Jahre als Kulturreferent in der Deutschen Verwaltungsakademie Forst Zinna tätig. 1952 wurde er Mitglied im Verband bildender Künstler der DDR. Später war er in Luckenwalde als Lehrer für Kunsterziehung tätig. 1973 ging Deul in den Ruhestand.
Deul hatte vier Geschwister Otto, Martin, Walter und Liesel. Sein Bruder Walter fiel dem Krieg 1915 zum Opfer. Im Jahre 1935 heiratete Deul Else und bekam 1940 den Sohn Florian. Am 20. Dezember 1982 starb seine Frau, die er zuvor drei Jahre lang wegen eines Schlaganfalls pflegte. Ein Jahr später starb auch sein Sohn Florian. Von 1984 bis zu seinem Tode lebte er zusammen mit seiner Lebensgefährtin Sieglinde Tonn. Im Deul wurde auf dem Friedhof vor dem Jüterboger Tor beigesetzt.
Seit März 2008 stehen im Luckenwalder Nuthepark Personenstelen als historische Merkzeichen. Ewald Deul wurde eine dieser Stelen gewidmet.

## Ausstellungen
- 1953: Dresden, 3. Deutsche Kunstausstellung
- 1955: Berlin, Pergamon-Museum („Zeitgenössische deutsche Grafik“)
- 1956: München, gesamtdeutsche Grafikausstellung
- 1958: Berlin, Bezirkskunstausstellung
- 1959: Berlin, Deutsche Akademie der Künste
- 1959: Berlin, Museum für Deutsche Geschichte („10 Jahre DDR“)
- 1961: Magdeburg: Kulturhistorisches Museum (Kunstausstellung der 3. Arbeiterfestspiele)
- 1964: Berlin, Nationalgalerie („Unser Zeitgenosse“)
- 1966: Magdeburg, Ausstellung zu den Tagen der sowjetischen Kultur
- 1968: Halle/Saale, Staatliche Galerie Moritzburg („Sieger der Geschichte“)
- 1974: Potsdam, Bezirkskunstausstellung
- 1985: Potsdam, Hiller-Brandtsche Häuser („Kunst im Auftrag der Klasse“)

## Werke (Auswahl)
- 1929 Jahrmarkt in Luckenwalde (Aquarell), Alter Marktturm in Luckenwalde (Linolschnitt)
- 1930er Jahre Odeonsplatz München (Öl)
- 1933 Badende (Öl)
- 1946 Zum Weltfeiertag (Kohle)
- 1952 Kinderbildnis (Kohle-Zeichnung, 58 × 53 cm; auf der Dritten Deutsche Kunstausstellung)[2]
- 1954 Straßenbau (Radierung)
- 1955 Schlepper an der Fischerbrücke in Berlin (Lithografie), An Waisenbrücke (Radierung), An der Mühlendammschleuse in Berlin (Radierung), Tennisspielerin, Mädchenkopf (Kreide)
- 1961 Liljana (Kohle)
- 1962 Im Erzgebirge (Öl)
- 1964 Hüttenwerker (Kohle-Zeichnung)[3]
- 1866 Winter in Kolomenskoje (Farblithografie)
- 1971 Lesende